# خیابان سعادت‌آباد
خیابان سعادت‌آباد يكی از خیابان‌های اعيان‌نشين شمال غرب شهر تهران است كه در منطقه ۲ شهرداری تهران واقع شده است. اين خيابان كه گذر اصلی منطقه سعادت‌آباد به شمار می‌رود، از جنوب به بلوار دريا و از شمال به بزرگراه یادگار امام منتهی می‌گردد و در طول مسير خود با خیابان سرو در ميدان كاج و نيز بزرگراه هاشمی رفسنجانی متقاطع است.
اين خيابان در پايين ميدان كاج، سعادت‌آباد جنوبی و در بالای آن، سعادت‌آباد شمالی ناميده می‌شود.